# パヴィーア県

パヴィーア県
Provincia di Pavia

パヴィーア県（パヴィーアけん、イタリア語: Provincia di Pavia）は、イタリア共和国ロンバルディア州に属する県の一つ。県都はパヴィーア。

## 地理

### 位置・広がり
ロンバルディア州の南西部に所在する県で、西にピエモンテ州と、南東にエミリア＝ロマーニャ州と境界を接する。県都パヴィーアは、州都ミラノの南約31km、ピアチェンツァの西北西約44km、ノヴァーラの南東約75km、ジェノヴァの北北東約88kmに位置する。

#### 隣接する県
隣接する県は以下の通り。
- ミラノ県 - 北
- ローディ県 - 北東
- ピアチェンツァ県 - 南東
- アレッサンドリア県 - 南西
- ヴェルチェッリ県 - 西
- ノヴァーラ県 - 北西

### 県内の地域と主要な都市・集落

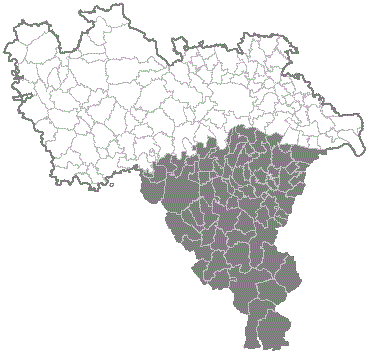
ポー川以南の地域（オルトレポー・パヴェーゼ）

2001年の国勢調査に基づく居住地区（Località abitata）別人口統計によれば、人口8000人以上の都市・集落は以下の通り。
- パヴィーア - 68,966
- ヴィジェーヴァノ - 55,495
- ヴォゲーラ - 36,030
- モルターラ - 13,186
- ストラデッラ - 9,774
- ブローニ - 8,670
- ガルラスコ - 8,100

ポー川とティチーノ川によって、県域は大きく3つの地域に分けられる。
ポー川以北の地域のうち、パヴィーアを含む北東部（ティチーノ川以東）をパヴェーゼ (Pavese (territory)) という。北西部（ティチーノ川以西）はロメッリーナ (Lomellina) と呼ばれ、ヴィジェーヴァノがその中心である。
ポー川以南の地域はオルトレポー・パヴェーゼ (Oltrepò Pavese) と呼ばれる。中心都市はヴォゲーラである。
- パヴィーア
- ヴィジェーヴァノ
- ヴォゲーラ

## 行政区画

### コムーネ
全部で186のコムーネがある。
主なコムーネの人口は以下のとおりである。
| コムーネ                           | 人口   |
| ---------------------------------- | ------ |
| パヴィーア                         | 71,214 |
| ヴィジェーヴァノ                   | 57,450 |
| ヴォゲーラ                         | 38,183 |
| モルターラ                         | 14,244 |
| ストラデッラ                       | 10,763 |
| ブローニ                           | 9,347  |
| ガルラスコ                         | 9,207  |
| ガンボロ                           | 8,323  |
| カゾラーテ・プリーモ               | 7,028  |
| メーデ                             | 6,924  |
| カステッジョ                       | 6,337  |
| ロッビオ                           | 6,159  |
| カッソルノーヴォ                   | 5,820  |
| サンナッツァーロ・デ・ブルゴンディ | 5,802  |
| ベルジョイオーゾ                   | 5,357  |
| カーヴァ・マナーラ                 | 5,321  |
| シツィアーノ                       | 5,226  |
| サン・マルティーノ・シッコマーリオ | 5,055  |
| チラヴェーニャ                     | 4,979  |
| リヴァナッツァーノ                 | 4,429  |

21世紀に入って以降、以下のコムーネ統廃合 (it:Fusione di comuni italiani) が行われている。
2014年発足
- コルナーレ・エ・バスティーダ（コルナーレ、バスティーダ・デ・ドッシが合併）

2016年発足
- コルテオローナ・エ・ジェンツォーネ（コルテオローナ、ジェンツォーネが合併）

2019年発足
- コッリ・ヴェルディ（カネヴィーノ、ルイーノ、ヴァルヴェルデが合併）

## 人物

### 著名な出身者
- ジャン・ガレアッツォ・ヴィスコンティ - 14世紀末のミラノ公。パヴィーア生まれ。
- ジェロラモ・カルダーノ - 16世紀の数学者。ミラノ生まれ、パヴィーア育ち。
- シルヴィオ・ピオラ - 20世紀のサッカー選手。ロッビオ出身。